# 宝持寺 (鴻巣市)
宝持寺（ほうじじ）は、埼玉県鴻巣市箕田にある曹洞宗の寺院。

## 歴史
平安時代中期、渡辺綱の開基である。綱は父の宛（あつる）と祖父の仕（つこう）の追善供養のために寺を創建した。綱の戒名が「美源院殿大捻英綱大禅定門」であることから、院号を「美源院」とした。
当初の所属宗派は律宗であったが、永正年間（1504年 - 1521年）に武蔵国比企郡市ノ川村（現・埼玉県東松山市）の永福寺第2世住職壑芸玄巨によって、曹洞宗に転宗した。
江戸時代には寺領5石が与えられていた。

## 交通アクセス
- 北鴻巣駅より徒歩14分。